# Nové Zámky
Nové Zámky (in ungherese Érsekújvár, in tedesco Neuhäusel) è una città della Slovacchia, capoluogo del distretto omonimo, nella regione di Nitra.

## Geografia
Nové Zámky è situata nella Slovacchia sud-occidentale, lungo il fiume Nitra, a circa 100 km a est di Bratislava e a 25 km a nord dalla frontiera ungherese.

## Storia
Nové Zámky fu costruita tra il 1571 ed il 1581 dal Regno d'Ungheria come fortezza a stella contro la crescente minaccia rappresentata dagli Ottomani. Dopo sei assedi falliti, i Turchi riuscirono a conquistare nel 1663 la città che, sotto la nuova dominazione, divenne capoluogo della provincia ottomana che comprendeva gran parte dell'odierna Slovacchia meridionale. 
Nel 1685 la città fu riconquistata dalle truppe austriache guidate da Carlo V di Lorena e sei anni dopo ottenne i diritti cittadini dall'arcivescovo di Esztergom.
Con il crollo dell'Impero austro-ungarico nel novembre del 1918 Nové Zámky entrò a far parte della neonata Cecoslovacchia. Tuttavia vent'anni dopo, a seguito del primo arbitrato di Vienna la città fu assegnata all'Ungheria di Miklós Horthy. Al termine del secondo conflitto mondiale, dal quale uscì pesantemente danneggiata dai bombardamenti alleati, ritornò sotto sovranità cecoslovacca.